# Mille soleils splendides
 (novembre 2022).
Si vous disposez d'ouvrages ou d'articles de référence ou si vous connaissez des sites web de qualité traitant du thème abordé ici, merci de compléter l'article en donnant les références utiles à sa vérifiabilité et en les liant à la section « Notes et références ».
Pour les articles homonymes, voir Splendide.
Mille Soleils splendides (anglais : A Thousand Splendid Suns) est le deuxième roman de l'écrivain américain d'origine afghane Khaled Hosseini, paru en mai 2007 aux États-Unis. Son action se déroule en Afghanistan, pays d'origine de l'auteur, comme celle de son roman précédent, Les Cerfs-volants de Kaboul (2003). Il a été traduit en français par Valérie Bourgeois (Belfond, octobre 2007).

## Thème du roman
L'auteur choisit de dévoiler la violence et le chaos du pays, rongé par la guerre et l'occupation soviétique, dans un premier temps, puis accablé sous le régime des Talibans, à travers les vies entrecroisées de deux petites filles afghanes, Mariam et Laila, doublement victimes en tant que femmes d'une société inégale et injuste.